# Ihtiostega
Ihtiostega, (grčki Ichthys = riba i Stega = krov, lubanja) je rod životinja koji se pojavio prije 367 - 362,5 milijuna godina i bio je jedan od prvih Tetrapoda, (četveronošci, kopneni kralježnjaci). Bio je dugačak jedan metar. Nosnice su mu iznad gubice, što znači da je mogao disati na kopnu. Danas se uglavnom navodi, da je imao sedam prstiju na prednjim i stražnjim nogama. Međutim, stručnjak za ihtiostege E. Jarvik smatra, da je taj broj prstiju krivo izveden iz fosilnih nalaza, i smatra, da su ihtiostege imali pet prstiju. Pronađeni su fosilni ostaci samo njihovih stražnjih nogu, a imaju perajast oblik. Takav tipičan oblik njihovih ekstremiteta svrstava ih u vodozemce. Način života ovih životinja zbog neobičnih osobina, kao što je upadljivo ukočen prsni koš, još nije pojašnjen.
Ostaci ihtiostega su nađeni na Grenlandu, a starost im se procjenjuje na oko 360 milijuna godina (gornji devon).
Nad repom mu se izdiže peraja zbog koje i dalje pomalo nalikuje na ribu, a tom izgledu doprinose i sitne ljuske na trbuhu. Živio je u barama i tekućicama, te je izumrla životinja.   

## Drugi projekti
|  | Zajednički poslužitelj ima još gradiva o temi Ihtiostega |
|  | Wikivrste imaju podatke o taksonu Ihtiostega             |